# Bikeshow
Unter einer Bikeshow versteht man eine Motorrad-Ausstellung, bei der sich in der Regel umgebaute Fahrzeuge in einem Wettbewerb zur Wahl stellen, um in verschiedensten Klassen die besten Custombike-Aufbauten zu wählen. Dies kann auch Klassen wie die am besten restaurierten Oldtimer beinhalten. Traditionell werden meist alte Marken wie Harley-Davidson, Triumph oder Klassiker japanischer Hersteller dort ausgestellt, die den Stilrichtungen Chopper, Bobber oder Cafe Racer zuzuordnen sind. Auch andere Sub-Kulturen wie die Streetfighter-Szene veranstalten ihre eigenen Bikeshows.

## Geschichte
Entstanden sind Bikeshows in den 1970er Jahren in den USA, wo unter anderem nach Erscheinen des Films Easy Rider die Customizing-Szene einen Boom erlebte. Zu den ersten Vertretern, die es bis heute gibt, zählt dabei die Rat’s Hole Show (1973, Daytona Florida).

## Abstimmungen
Die meisten Shows werden entweder durch eine Fach-Jury, Teilnehmer-Abstimmungen oder eine Besucherwahl entschieden. In einigen Fällen gibt es auch separate Klassen für Gewinner der Publikumswahl.
Um Vergleichbarkeit zu ermöglichen, wird in Klassen nach Stilrichtung unterteilt. Dies kann nach Alter (Motorengeneration) oder der Art des Umbaus erfolgen. Neben diesen Unterklassen wird meist noch ein „Best of Show“-Titel vergeben, bei dem unter allen Gewinnern der Klassen ein Sieger der gesamten Bikeshow gekürt wird.

## Bekannte Bikeshows
Bekannte Bikeshows sind z. B. die World Championship of Custom Bike Building, Rat's Hole Show, Arneitz Custom Show, Swiss Custom Bikeshow, Emirates Custom Show oder die Yokohama Custom Show. Dazu gibt es kleinere Ableger in vielen Ländern, die teils auch zur Qualifikation für große Shows genutzt werden.

## Preise
Neben Pokalen und Titeln locken einige Shows wie AMD mit Preisgeldern, um internationale Aussteller zur Teilnahme zu motivieren. In der Regel erhalten die Teilnehmer allerdings nur einen Pokal und kleine Sachpreise, die häufig von bekannten Herstellern der jeweiligen Szene gesponsert werden.